# Mozgószálló
A mozgószálló olyan egyéb kereskedelmi szálláshely, amely nem tekinthető szállodának. 
Az ilyen szálláshelyeknek inkább az a rendeltetésük, hogy közlekedési eszközökön nyújtanak szálláslehetőséget. Lényege emellett, hogy utazás közben kínálja a szolgáltatást, biztosítja a vendégek kényelmét. Mozgószállók lehetnek a következők:
- Utasszállító hajók, azaz vízi közlekedési mozgószállodák: ezek akár folyami, akár tengerjáró utasszállítók. A szobákat ebben az esetben a kabinok jelentik; teljes felszerelés és berendezés tartozik hozzájuk.

- Vasúti szállók: a vasúti hálókocsik és étkezőkocsik együttese. Speciális típusuk a nosztalgiajáratok, ahol szobák kb. 8-16 négyzetméter nagyságúak lehetnek, és fürdővel, mellékhelyiséggel vannak ellátva.

- Közúti közlekedés hoteljei: rotelek vagy rolling hotelek, azaz mozgó autóbuszszállók. Az utasok nappal utaznak, éjjel pedig az autóbusz utánfutójában vagy magában a járműben pihenésre alkalmas hely áll rendelkezésre számukra.